# Сумський деканат

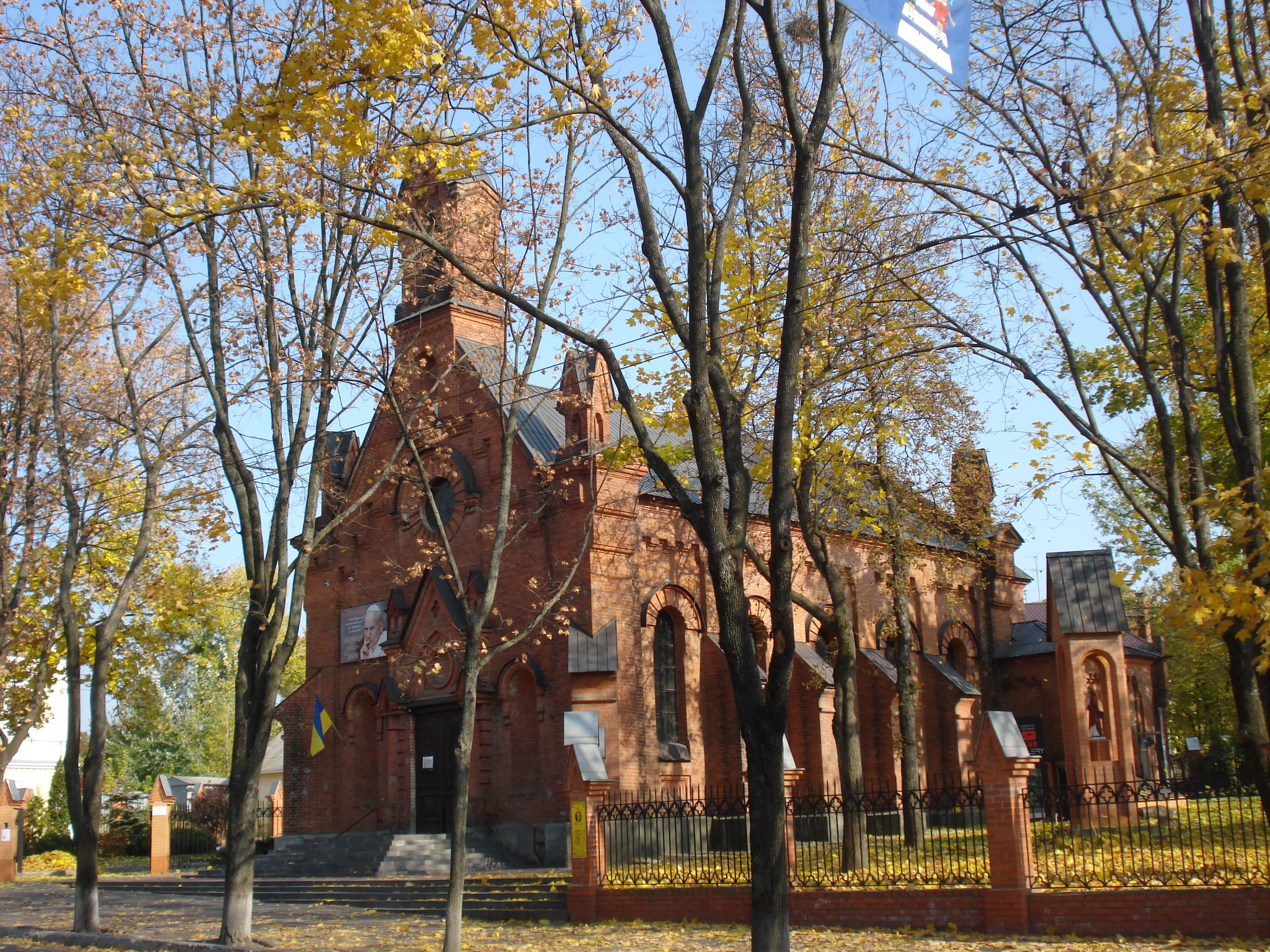
Костел Благовіщення Пресвятої Діви Марії (Суми)

Сумський деканат — адміністративна одиниця Харківсько-Запорізької дієцезії (єпархії) Римо-католицької церкви в Україні. Він включає в себе чотири північно-східних міста — Суми, Ромни, Конотоп та Шостку.
Центр деканату розташований на високому правому березі річки Псел (ліва притока Дніпра) в одному зі старих районів у центрі стародавньої української столиці Суми. В Середні віки місто було приєднано до володінь православного монастиря Софронієва пустель. Цей печерний монастир, заснований першими грецькими місіонерами, які прийшли на Київську Русь з Візантії, був зруйнований у 1960-ті роки. В Сумах розташована парафія Благовіщення Пресвятої Діви Марії — головний храм деканату.
До числа інших значних римсько-католицьких місць регіону належать парафія Непорочного Зачаття Діви Марії в Ромнах, парафія Матері Божої Фатімської у Конотопі та парафія Св. Йосипа у Шостці